# 夏须草
夏须草（学名：Theropogon pallidus），为百合科夏须草属下的一个植物种。